# شطایبی

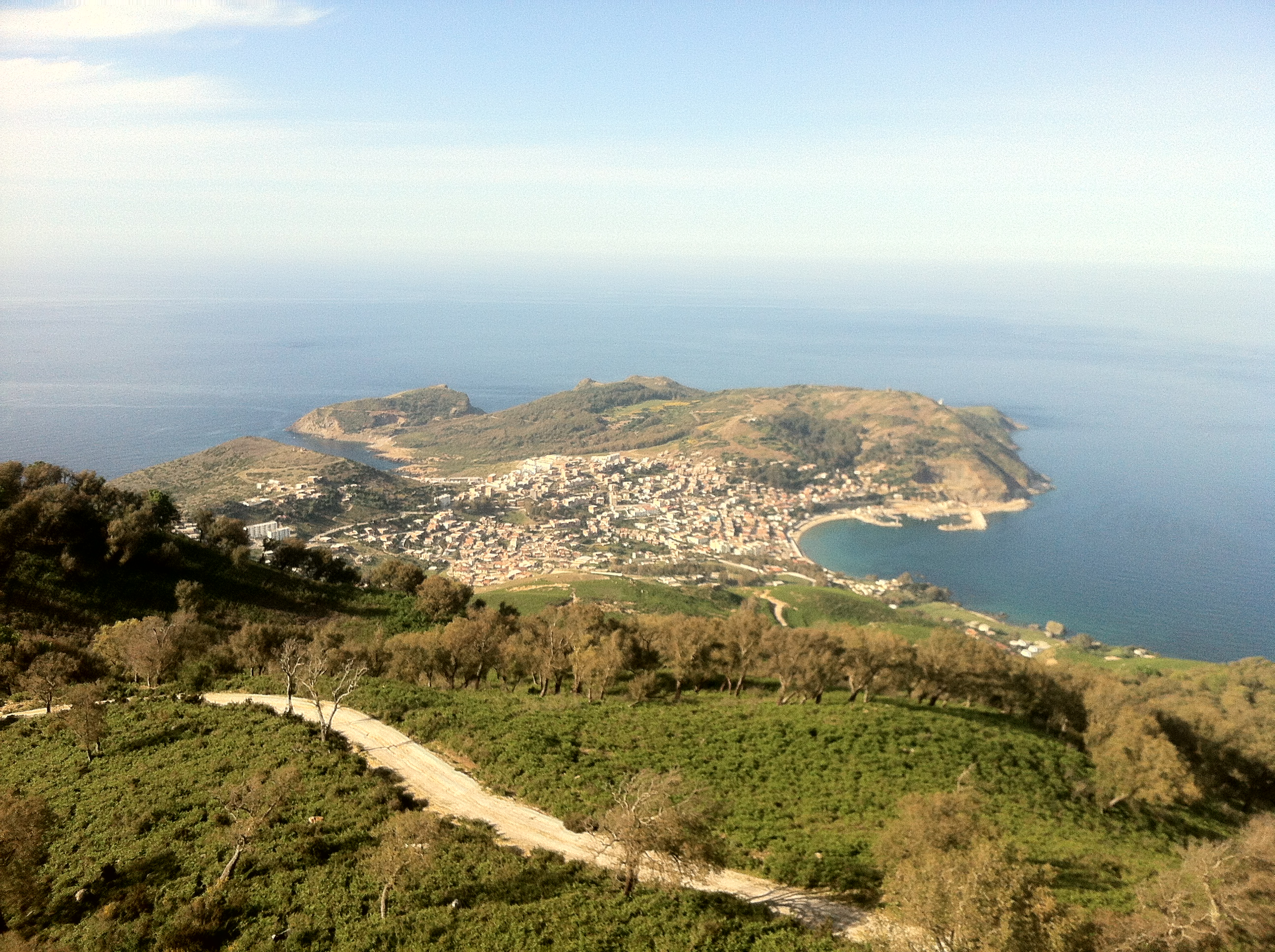
شطایبی

شطایبی (عربی: شطايبي) بندری گردشگری در ناحیه شایبی، ولایت عنایه واقع در الجزایر است. مساحت آن بالغ بر ۱۳۴ کیلومتر مربع می‌شود و جمعیت آن طبق سرشماری سال ۲۰۰۸ بالغ بر ۸۰۳۵ تن بود.